# Alberto del Moral
Alberto del Moral Saelieces (Villacañas, 20 luglio 2000) è un calciatore spagnolo, centrocampista del Córdoba in prestito dal Real Oviedo.

## Carriera
Nato a Villacañas, ha iniciato a calcio con Unión Adarve e Villacañas, prima di entrare a far parte del settore giovanile del Córdoba nel 2017.
Ha giocato il suo primo incontro con la squadra B del club biancoverde il 14 aprile 2019, nell'incontro di Tercera División perso 3-0 contro il Betis B. Nel 2020 è stato promosso in prima squadra, con cui ha giocato in Segunda División B.
Il 14 giugno 2021 si è trasferito al Villarreal che lo ha assegnato alla propria squadra B. Nel corso della stagione si è imposto come uno dei titolari aiutando il club ad ottenere la promozione in Segunda División.
Il 30 ottobre 2022 ha debuttato in prima squadra nell'incontro di Primera División perso 1-0 contro l'Athletic Bilbao.

## Statistiche

### Presenze e reti nei club
Statistiche aggiornate al 13 novembre 2022.
| Stagione        | Squadra         | Campionato      | Campionato | Campionato | Coppe nazionali | Coppe nazionali | Coppe nazionali | Coppe continentali | Coppe continentali | Coppe continentali | Altre coppe | Altre coppe | Altre coppe | Totale | Totale | Totale |
| Stagione        | Squadra         | Comp            | Pres       | Reti       | Comp            | Pres            | Reti            | Comp               | Pres               | Reti               | Comp        | Pres        | Reti        | Pres   | Reti   |        |
| --------------- | --------------- | --------------- | ---------- | ---------- | --------------- | --------------- | --------------- | ------------------ | ------------------ | ------------------ | ----------- | ----------- | ----------- | ------ | ------ | ------ |
| 2018-2019       | Córdoba B       | TD              | 2          | 0          |                 | -               | -               |                    | -                  | -                  |             | -           | -           | 2      | 0      |        |
| 2019-2020       | Córdoba B       | TD              | 22         | 0          |                 | -               | -               |                    | -                  | -                  |             | -           | -           | 22     | 0      |        |
| 2020-2021       | Córdoba B       | TD              | 2          | 0          |                 | -               | -               |                    | -                  | -                  |             | -           | -           | 2      | 0      |        |
| 2020-2021       | Córdoba         | SDB             | 18         | 2          | CR              | 3               | 0               |                    | -                  | -                  |             | -           | -           | 21     | 2      |        |
| 2021-2022       | Villarreal B    | PDR             | 39         | 2          |                 | -               | -               |                    | -                  | -                  |             | -           | -           | 39     | 2      |        |
| 2022-2023       | Villarreal B    | SD              | 37         | 1          |                 | -               | -               |                    | -                  | -                  |             | -           | -           | 37     | 1      |        |
| 2023-2024       | Villarreal B    | SD              | 13         | 1          |                 | -               | -               |                    | -                  | -                  |             | -           | -           | 13     | 1      |        |
| 2022-2023       | Villarreal      | PD              | 1          | 0          | CR              | 0               | 0               | UECL               | 0                  | 0                  |             | -           | -           | 1      | 0      |        |
| 2023-2024       | Villarreal      | PD              | 0          | 0          | CR              | 0               | 0               | UEL                | 0                  | 0                  |             | -           | -           | 0      | 0      |        |
| Totale carriera | Totale carriera | Totale carriera | 134        | 6          |                 | 3               | 0               |                    | 0                  | 0                  |             | -           | -           | 137    | 6      |        |